# The Hurt Locker, Part One
"The Hurt Locker, Part One" er den fjerde episode i den sjette sæson af den amerikanske musikalske tv-serie Glee, og den 112. overordnede set. Episoden blev skrevet og instrueret af seriens medskaber Ian Brennan, og blev første gang sendt den 23. januar 2015 på Fox i USA. Det er den første del af en todelt episode, der afsluttes den 30. januar 2015 med episoden "The Hurt Locker, Part Two".
Episoden handler om, at Principal Sue Sylvester arrangerer en begivenhed mellem New Directions og de rivaliserende showkor Vocal Adrenaline og Wablers. Sue har selv motiver, og hypnotiserer Sam Evans til at udføre sine planer, som omfatter oprettelsen af et falsk forhold mellem Sam og Rachel Berry, og skabe splid for sin gamle rival Will Schuester.

## Plot
Principal Sue Sylvester (Jane Lynch) inviterer Will Schuester (Matthew Morrison), nu leder for Vocal Adrenaline, tilbage til McKinley High for at begrave stridsøksen mellem dem, men finder ham så irriterende, at hun sværger at fortsætte kampen. Hun opfordrer Becky Jackson (Lauren Potter), at komme til et rum, hun har navngivet sin "Hurt Locker", hvor det er afsløret, at hun hemmeligt har opmuntrende forholdet mellem Kurt Hummel (Chris Colfer) og hans tidligere forlovede Blaine Anderson (Darren Criss), og at hun arbejder på at få dem sammen igen. Sue fortæller Kurt, at hun har arrangeret en begivenhed med de andre showkor for at sabotere New Directions. Da Rachel Berry (Lea Michele), og Will drøfter hændelsen, er Rachel bekymret for, at det vil få hendes gruppe til at miste tilliden og det indebærer, at Will skulle sabotere sin gruppe for at hjælpe hende, mens deres samtale bliver hemmeligt optaget af Sue. Sue hypnotiserer derefter hurtigt Sam Evans (Chord Overstreet) så bliver forelsket i Rachel, kysser hende, vågner så op og kan ikke huske noget. Blaine Anderson (Darren Criss) fortæller Rachel og Kurt Hummel (Chris Colfer) at Wablers  ikke vil gå let til dem, men kaldes væk, da hans nye kæreste Dave Karofsky (Max Adler) opdager en levende bjørneunge i deres lejlighed. Rachel og Sam spiser middag sammen, hvor Rachel siger et søgeord fra Sams hypnose, og han begynder at smigre hende.
Kurt bebrejder Sue for at sætte bjørnen i lejligheden, som hun indrømmer. Blaine giver klaverundervisning til Sam og Rachel, men bliver afbrudt af Sue, som siger et andet søgeord til Sam. Blaine og Dave spiser middag sammen og møder flere af Daves ekskærester, som alle er store, granvoksne mænd (aka bjørne). Sue kommer ind og afslører, at hun har sat det op. Hun viser dem en slægtsforskningstræ, som viser, at Blaine og Dave er  fætre i tredje led. Sue besøger Carmel High, hvor Vocal Adrenaline er fra, og møder rektor Abigail Figgins-Gunderson (Iqbal Theba), der er søster til Principal Figgins, og Sue viser hende video af Will og Rachel. Rachel og Kurt giver en peptalk til kormedlemmerne Jane Hayward (Samantha Marie Ware), Roderick (Noah Guthrie), Mason McCarthy (Billy Lewis Jr.) og Madison McCarthy (Laura Dreyfuss) om korbegivenheden, og de alle indser, at deres chancer er minimale, da de ikke selv har den rette antal medlemmer for et ægte showkor. 

## Produktion
De tilbagevendende tilbagevendende figurer, der vises i episoden omfatter Iqbal Theba som Principal Figgins og Abigail Figgins-Gunderson, Max Adler som Dave Karofsky, Max George som Clint, Lauren Potter som Becky Jackson, Samantha Marie Ware som Jane Hayward, Noah Guthrie som Roderick, Billy Lewis Jr. som Mason McCarthy, og Laura Dreyfuss som Madison McCarthy. Harry Hamlin vises som Walter, Kurts date, og Trilby Glover fremstår som en unavngiven sekretær for Abigail.
Episoden har fire musikalske coverversioner.  "Bitch" af Meredith Brooks, udføres af Lynch. "A Thousand Miles" af Vanessa Carlton, udføres af Michele og Overstreet. "Rock Lobster" af The B-52's og "Whip It" by Devo begge udført af George sammen med medlemmerne af Vocal Adrenaline. Musikken fra denne episode, er på EPen Glee: The Music, The Hurt Locker, Part One blev udgivet den 23. januar 2015.

## Modtagelse

### Vurderinger
Episoden blev set af 1.820.000 seere og modtog en bedømmelse på 0,7 ud af 2 for voksne mellem 18-49.

### Kritisk respons
Lauren Hoffman fra Vulture sagde, at episoden "var vendt tilbage til de mørke sjove/afsindigt mørke rødder som Glee fortsætter med at styre igennem, til hvad der tegner til at blive en temmelig episk sejr."  Christopher Rogers fra Hollywood Life troede episoden "var over det hele." A.V. Clubs Brandon Nowalk sagde; "Det giver ingen mening, men nogle af disse meningsløse ting er lidt sjovt."  Miranda Wicker fra TV Fanatic sagde at episoden "netop endeligt har bevist, at Glee har opgivet sig selv og stort set ikke at forsøger."

## Eksterne links
- The Hurt Locker, Part One på Internet Movie Database (engelsk)
- The Hurt Locker, Part One hos TV.com (engelsk)